# Teufelsgrabenbrücke (Valley)

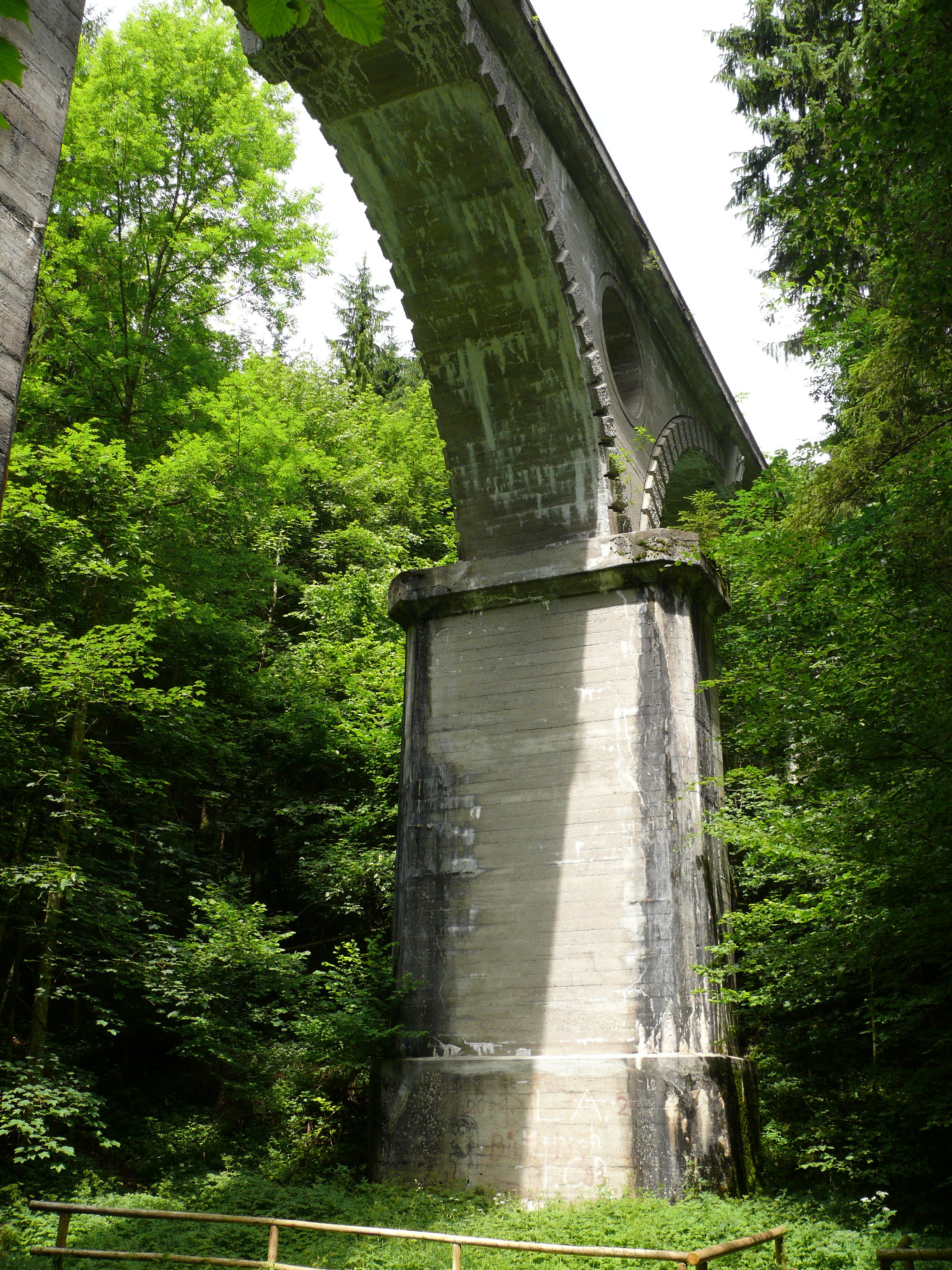
Aquädukt über den Teufelsgraben bei Grub

Die Teufelsgrabenbrücke ist eine im Jahr 1890 erbaute massive Bogenbrücke aus Stampfbeton, die für eine Fernwasser-Rohrleitung zur Wasserversorgung Münchens bei Grub in der Gemeinde Valley im Landkreis Miesbach über den Teufelsgraben gebaut wurde (Rohrleitungsbrücke). Seit 1998 wird die eigentliche Aufgabe des Aquädukts von einem Düker übernommen. Die Brücke steht unter Denkmalschutz (Akten-Nr.: D-1-82-133-19).

## Bauwerk
Die Brücke ist 91 m lang, ca. 19 m hoch, 2,8 m breit und die Spannweite der vier Bögen beträgt jeweils 14 m. Sie wurde von Dyckerhoff und Widmann in Stampfbetonbauweise ohne Bewehrung gebaut und am 24. November 1890 fertiggestellt. Diese Bauweise wurde von etwa 1888 bis zum Ersten Weltkrieg vor allem bei Wasser-Hochbehältern, Gasbehältern und Brücken angewandt.
Das Bauwerk ist monolithisch und hat über die gesamte Länge keinerlei Fugen oder Gelenke. Der Beton wurde mit Rustika-Imitation verziert und die Bogen-Schlusssteine tragen das Münchener Stadtwappen, das Münchner Kindl. Die vier Bögen haben ungefähr die Form von Halbkreisen.

## Bauablauf

Konstruktionszeichnung der Rohrleitungsbrücke Teufelsgraben

Zuerst wurden die Brückenbögen auf einem Lehrgerüst betoniert, danach wurden die Zwischenräume lagenweise ausgefüllt. Die Zwischenräume erhielten über jedem Pfeiler eine kreisrunde Öffnung.

## Bauschäden
An der Brücke haben sich klaffende Risse gebildet, vor allem an den Bogenscheiteln der beiden äußeren Bögen. Die Risse sind auf Temperaturdehnungen und unterschiedliche Setzung der Pfeiler zurückzuführen. Nach Ansicht von Fachleuten ist die Standsicherheit nicht beeinträchtigt.
2010 hat die Stadt München beantragt, die Brücke abreißen zu dürfen. Dagegen regt sich Widerstand unter anderem bei Brückenbau-Fachleuten und der Gemeinde Valley, die die Brücke als bautechnisches Denkmal aus der Anfangszeit des Betonbaus erhalten wollen. Sie haben einen Aufruf zum Erhalt der Brücke gestartet.